# André Bazin
André Bazin (Angers, Países del Loira; 18 de abril de 1918-Nogent-sur-Marne, Isla de Francia; 11 de noviembre de 1958) fue un influyente crítico de cine y teórico cinematográfico francés.

## Biografía
Bazin nació en Angers (Francia) en 1918. Comenzó a escribir acerca del cine en 1943 y fue uno de los fundadores de la revista cinematográfica Cahiers du Cinéma en 1951 junto con Jacques Doniol-Valcroze y Joseph-Marie Lo Duca.
A la temprana edad de 5 años, Bazin se trasladó junto a su familia a la ciudad de La Rochelle. Desde su adolescencia su deseo había sido ser profesor, lo que lo llevó a estudiar entre el periodo de 1936-1938 en la escuela de La Rochelle y en la escuela normal de Versalles. En 1938, ingresa a la Escuela Normal Superior (Francia) donde debe interrumpir sus estudios para realizar el servicio militar entre los años 1939-1940. 
Al finalizar su periodo militar, vuelve a ingresar a la escuela donde se gradúa con los mayores honores. A pesar de su reconocimiento, fue descalificado para enseñar en las escuelas francesas debido a un pequeño tartamudeo, por lo que debió reivindicar su pasión hacia el cine.
En el año 1942, durante la ocupación de Francia por las Fuerzas del Eje, Bazin se convirtió en miembro de la organización La Maison des Lettres, cuya misión era ayudar a los jóvenes  estudiantes que habían interrumpido su educación a causa de la guerra. Allí, André Bazin fundó un club de cine donde se proyectaban películas que estaban prohibidas políticamente por el régimen de Vichy. Durante sus proyecciones invitaba regularmente a Roger Leenhardt, quien escribía "La Petite École du spectateur" en la revista Esprit. Paralelamente, Bazin comienza a trabajar en el Instituto de Altos Estudios de Cinematografía (I.D.H.E.C) fundada por Marcel L'Herbier, en el cual comenzó a cristalizar sus ideas en relación con el cine.
Después de la Liberación Francesa, fue nombrado crítico de cine del nuevo diario Le Parisien libéré, un diario de gran circulación con cobertura deportiva y de "interés humano", pero poca política. Allí se orientó a la crítica cinematográfica, siendo uno de sus logros singulares la capacidad de hacer entender sus ideas a los lectores de todos los niveles sociales sin concesiones a la popularización. Fue fundamental además para su labor en publicaciones para  L'Écran français y Esprit, escribiendo monografías. 
Además, participó de la creación de Radio-Cine-Televisión (que luego se convertiría en Télérama), donde en ese momento contrató para asistirlo, a un joven aficionado del cine, François Truffaut.

Su gran legado se inicia en 1951, cuando funda junto a Joseph-Marie Lo Duca y Jacques Doniol-Valcroze “Cahiers du Cinema”, que se convertiría en el principal medio para la difusión de sus ideas y conceptos, a pesar de no haber tenido nunca una formación institucional cinematográfica concreta. En total, se estima que Bazin ha escrito alrededor de 1.500 artículos durante su vida, incluidas contribuciones a magazines extranjeros (principalmente italianos) así como franceses.
Gracias al reconocimiento que recibió su trabajo, en sus últimos años de su vida, André Bazin fue invitado a numerosos festivales, conferencias y reuniones de asociaciones o editoriales, todos ellos progresivamente ensombrecidos por la enfermedad que lo azotaba. 
En 1954 es diagnosticado de Leucemia. Antes de su muerte él estaba completando un estudio sobre Jean Renoir y trabajando en el guion de Les Eglises romanes de Saintonge, un breve documental sobre iglesias románicas, que planeaba dirigir él mismo. André Bazin murió pocos años después en Nogent-sur-Marne el 11 de noviembre de 1958 acompañado por su esposa e hijo.

### Crítica cinematográfica

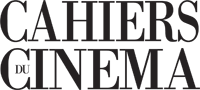
Logo de Cahiers Du Cinema

Bazin fue parte importante de la crítica y el estudio del cine tras la Segunda Guerra Mundial. Además de haber editado Cahiers du Cinéma hasta sus últimos días, una colección de cuatro volúmenes (titulada Qu'est-ce que le cinéma?) de sus obras fue publicada entre 1958 y 1962. Dos de estos volúmenes fueron traducidos al inglés a finales de los años 1960 y se convirtieron en soportes importantes para la cinematografía estadounidense y británica.
Bazin apoyaba los filmes que mostraban lo que él veía como "realidad objetiva" (como documentales y filmes de la escuela del neorrealismo italiano) y a los directores que se hacían "invisibles" (como Howard Hawks). También defendía el uso de foco en profundidad (Orson Welles), planos abiertos (Jean Renoir) y tomas en profundidad, y prefería lo que él llamaba "continuidad verdadera" a través de la puesta en escena sobre los experimentos en edición y efectos visuales. Su opinión era opuesta a la teórica cinematográfica en los años 1920 y los años 1930, la cual se enfocaba en cómo el cine puede manipular la realidad.
Bazin creía que una película debía representar la visión personal del director. Esta idea fue de gran importancia para el desarrollo de la teoría de auteur, la cual se originó en un artículo de François Truffaut en Cahiers du Cinéma. Bazin también era un seguidor de la "crítica apreciativa", en la cual los críticos solo pueden escribir acerca de las películas que les gustaron y así promover la crítica constructiva.

## Libros
- Qu'est-ce que le cinéma? (4 volúmenes, 1958-1963)
  - I, Ontologie et langage
  - II, Le cinéma et les autres arts
  - III, Cinéma et sociologie
  - IV, Une esthétique de la Réalité: le néo-réalisme
- La politique des auteurs (1972, obra colectiva con Jacques Becker, Charles Bitsch, Claude Chabrol, Michel Delahaye, Jean Domarchi, Jacques Doniol-Valcroze, Jean Douchet, Jean-Luc Godard, Fereydoun Hoveyda, Jacques Rivette, Éric Rohmer y François Truffaut)
- Orson Welles
- Jean Renoir
- Charlie Chaplin
- Le cinéma de l'occupation et de la Résistance
- Le cinéma de la cruauté